# إسبارغانيون مكشوط
إسبارغانيون مكشوط (الاسم العلمي: Sparganium emersum) هو نوع من النباتات يتبع جنس الإسبارغانيون من الفصيلة البوطية.